# Cynometra inaequifolia
Espèce
Classification phylogénétique
Statut de conservation UICN

 VU  : Vulnérable
Cynometra inaequifolia est une espèce de plantes à fleurs du genre Cynometra et de la famille des Fabaceae.